# Antalis panorma
Antalis panorma är en blötdjursart som först beskrevs av Jean-Charles Chenu 1843.  Antalis panorma ingår i släktet Antalis och familjen Dentaliidae. Inga underarter finns listade i Catalogue of Life.